# 41. pehotna divizija (ZDA)
Za druge 41. divizije glejte 41. divizija.
41. pehotna divizija (izvirno angleško 41st Infantry Division) je bila pehotna divizija Kopenske vojske ZDA.

## Zgodovina
Divizija je bila ukinjena s preoblikovanjem v 41. pehotno brigado.